# Rutilio Grande
Rutilio Grande García SJ (* 5. Juli 1928 in El Paisnal; † 12. März 1977 ebenda) war ein Jesuitenpater aus El Salvador, ein Vertreter der Theologie der Befreiung und ein Freund von Bischof Óscar Romero. Er wurde 1977 zusammen mit Manuel Solorzano und Nelson Rutilio Lemus ermordet. Er ist ein Seliger der römisch-katholischen Kirche.

## Leben
Rutilio Grande wurde durch den späteren Erzbischof Luis Chávez y González für das Priesteramt geworben. Er studierte am Priesterseminar San José de la Montaña. 1959 wurde er zum Priester geweiht. Nach Auslandsaufenthalten kehrte Grande 1965 nach El Salvador zurück und wurde Leiter der Sozialarbeit des Seminars von San Salvador. Im Juni 1970 diente er als Zeremonienmeister bei der Amtseinführung seines Freundes Oscar Romero zum Weihbischof von San Salvador.
Am 24. September 1972 wurde Grande Pfarrer von Aguilares, wo er seine Kindheit und Jugend verbracht hatte. Dort wirkte er mit am Aufbau einer Basisgemeinde (Comunidad Eclesial de Base, CEB). Die Bauern kamen zusammen, um miteinander die Bibel zu lesen und dabei das Wort Gottes auf ihren Alltag zu beziehen. Die Bibelkreise folgten dabei dem Dreischritt „Sehen – Urteilen – Handeln“. Rutilio Grande und sein Pastoralteam bildeten Männer und Frauen zu „delegados de la palabra“ (beauftragten Boten des Wortes Gottes) aus, die selber auszogen, um neue Gruppen ins Leben zu rufen. „Aguilares kam in Bewegung.“
Grande setzte sich energisch für die Verbesserung der Lebensverhältnisse der Landarbeiter und Kleinbauern ein. Seit der Landreform 1889 und der forcierten Enteignung im Zusammenhang mit der Matanza, den Vertreibungen für das Staudammprojekt Embalse Cerón Grande am Río Lempa, sahen die Latifundisten in jeder Form von Organisation der Landlosen eine Bedrohung ihrer gesellschaftlichen Macht. Die Repression der durch Wahlbetrug in Sattel gehaltenen Regierung gegen Priester der ländlichen Gemeinden hielt Grande jedoch nicht davon ab, die Verhältnisse anzuprangern und sich politisch zu betätigen. Grande wurde mehrfach anonym mit dem Tode bedroht.

## Ermordung
Am 28. Januar 1977 wurde der kolumbianische Priester Mario Bernal Londoño zusammen mit einem Gemeindemitglied vor der Kirche in Apopa entführt. Beide entkamen nacheinander unverletzt. Dann wurde er von der Migrationsbehörde aus El Salvador ausgewiesen. Am 13. Februar 1977 hielt Grande hierzu eine Predigt:

„Liebe Brüder und Freunde, ich bin mir bewusst, dass sehr bald die Bibel und das Evangelium nicht mehr die Grenzen überschreiten können. Bei uns kommen nur noch die Buchdeckel an, da alle Seiten subversiv – gegen den Sünder, wie er es versteht – sind. Falls Jesus die Grenze in der Nähe von Chalatenango überqueren würde, würden sie ihn nicht hereinlassen. Sie klagen den Herrgott... der Agitation an, den jüdischen Ausländer, welcher das Volk mit exotischen ausländischen Ideen verwirrt, Ideen gegen die Demokratie, das ist gegen die Minderheit. Ideen gegen Gott, denn es ist ein Clan von Kains. Brüder, es besteht kein Zweifel, dass sie wieder kreuzigen. Und sie haben es angekündigt.“

Am 12. März 1977 war Grande mit seinem Küster Manuel Solorzano und dem 16-jährigen Nelson Rutilio Lemus in einem VW-Kübelwagen auf dem Weg zur Abendmesse in seiner Gemeinde in Aguilares in der Nähe von El Paisnal. In einem Zuckerrohrfeld wurden sie aus einem Hinterhalt mit Maschinengewehrsalven erschossen. Die Organisation der Großgrundbesitzer (FARO) übernahm die Verantwortung für die Bluttat.
Als Óscar Romero von der Ermordung erfuhr, ließ er sich nach El Paisnal bringen und hielt die Totenwache mit den Landwirten, er hörte sich ihre Geschichten und Leiden an und betete mit ihnen. Am nächsten Morgen, nach einer Konferenz mit Priestern und Beratern, erklärte Romero, dass er sämtlichen Staatsakten fernbleiben werde, bis der Mord untersucht würde. Am folgenden Sonntag sagte Romero aus Protest gegen den Mord an Rutilio Grande und seinen Begleitern sämtliche Messen im Erzbistum San Salvador ab und bot stattdessen eine Messe in der Kathedrale von San Salvador an. Mehr als 150 Priester sagten ebenfalls ihre Messen ab, während mehr als 100.000 Menschen die Kathedrale besuchten und die Predigt von Romero hörten, in welcher er für ein Ende der Gewalt plädierte. Romero forderte die Regierung unter Carlos Humberto Romero auf, den Mord zu untersuchen, was jedoch unterblieb.

## Bedeutung
Rutilio Grande wurde zu einer Symbolfigur der Hinwendung der katholischen Kirche El Salvadors zur Welt der Armen. Die Gedenkzeremonien waren „Ausdruck der Auflehnung nicht nur gegen die schreckliche Tat, sondern auch Protest wegen aller Opfer der Gewalttätigkeiten, die El Salvador seit Jahren erschütterten.“
Der gewaltsame Tod seines Mitpriesters und Freundes zeigte insbesondere auch Oscar Romero die tatsächlichen Machtstrukturen im Land und wie weit die Interessen und Methoden der Machthaber gingen. „Nachdem die Mächtigen gewagt hatten, einen Priester umzubringen, war nun im Lande alles möglich.“ Die Ermordung Rutilio Grandes wurde für ihn der entscheidende Anstoß, konsequent Partei für die Unterdrückten zu ergreifen.

## Seligsprechung
Erzbischof José Luis Escobar Alas von San Salvador kündigte am 4. März 2014 die Eröffnung des Verfahrens zur Seligsprechung von Rutilio Grande an. Am 16. August 2016 wurde der diözesane Teil des Verfahrens abgeschlossen; die Akten wurden nach Rom geschickt. Am 21. Februar 2020 erkannte Papst Franziskus die Ermordung von Rutilio Grande und seiner Begleiter Manuel Solórzano und Nelson Rutilio Lemus als Martyrium an und machte damit den Weg zur Seligsprechung der drei frei. Die Seligsprechung erfolgte am 22. Januar 2022 in San Salvador, zusammen mit der von Manuel Solorzano und Nelson Rutilio Lemus.